# Kolonnawa Division
Kolonnawa Division är en division i Sri Lanka.   Den ligger i distriktet Colombo District och provinsen Västprovinsen, i den sydvästra delen av landet, 7 km öster om huvudstaden Colombo. Antalet invånare är 190 817.